# Sena Marítimo
Sena Marítimo (em francês: Seine-Maritime) é um departamento da França localizado na região da Normandia. Sua capital é a cidade de Rouen (Ruão).
Até 18 de janeiro de 1955 o departamente do Sena Marítimo chamava-se Sena Inferior (Seine-Inférieure). De facto, todos os departamentos cujos nomes continham "Bas-" (Baixo-) ou "Inferior" tiveram gradualmente suas denominações modificadas para forma mais "positiva", à exceção do departamento do Baixo Reno.

## Comunas
- Auzebosc